# Els Prats (Coll de Nargó)
Els Prats és un nucli de població del municipi de Coll de Nargó, a l'Alt Urgell. Actualment es troba despoblat, a la vall de Prats, sota la roca de Senyús, a 1.490 metres d'altitud a la capçalera del Rialb o riu de Puials. S'hi troben l'església de la Mare de Déu de la Providència i les ruïnes de l'ermita de Sant Vicenç del Grau.